# Hram Ramappa
Hram Ramappa (telugu: రామప్ప దేవాలయం), poznat i kao hram Rudreshwara hinduistički je hram koji se nalazi u državi Telangana u južnoj Indiji, 66 km daleko od Warangala, 15 km od Mulugua te 209 km od Hyderabada. 
Natpis u hramu datira iz 1213 god. navodi kako ga je sagradio general Recharla Rudra, u razdoblju vladara Kakatiye Ganapati Deve.
Hram je Sivalayam, gdje se štuje bog Ramalingeswara (Šiva). Marko Polo je tijekom posjete carstva dinastije Kakatiya, hram navodno „nazvao najsjajnijom zvijezdom u galaksiji hramova”. Hram je 2021. uvršten na UNESCO-v popis mjesta svjetske baštine u Aziji
Hram Ramappa smješten je u podnožju šumovitog područja i usred poljoprivrednih polja, u blizini obala Ramappa Cheruvua, rezervoara za vodu koji je sagradio Kakatiya. Odabir mjesta za građevinu slijedio je ideologiju i praksu sankcioniranu dharmičkim tekstovima kako hramovi trebaju biti izgrađeni tako da tvore sastavni dio prirodnog okruženja, uključujući brda, šume, izvore, potoke, jezera, slivove i poljoprivredna zemljišta. 
Hram veličanstveno stoji na platformi visokoj 1,8 metara u obliku zvijezde. Dvorana ispred svetišta ima brojne izrezbarene stupove koji su postavljeni tako da stvaraju efekt koji izvrsno kombinira svjetlo i prostor. Glavna građevina u obliku stepenastog otrnja (vimana) je sagrađena od poroznog crvenkastog pješčenjaka (poznatog kao „lebdeće cigle”) koje krov čine lakšim, ali stupovi s vanjske strane imaju velike i teške cigle od crnog bazalta koji je bogat željezom, magnezijem i silicijevim dioksidom. 
Hramske skulpture su visoke umjetničke kvalitete i predstavljaju regionalne plesne običaje i kulturu dinastije Kakatiya. Isklesani su simboli mitskih životinja, plesačica ili glazbenica, te su oni „remek-djelo umjetnosti Kakatiya, značajne po nježnom rezbarenju, senzualnim položajima i izduženim tijelima i glavama”. Hram je dobio ime po kiparu Ramappi, koji ga je izgradio, i možda je jedini hram u Indiji koji je dobio ime po majstoru koji ga je izgradio.
Svetište Nandi, nasuprot glavnog hrama, sadrži figuru 5 m dugog i skoro 3 m visokog ležećeg crnog bika koji predstavlja brdo Šive (vahana). Druga dva mala Šivina hrama stoje s obje strane glavnog hrama.
- Reljef bubnjara
- Salabhanjika sa platforma sandalama
- Glazbena skupina
- Mit stvaranja zgušnjavanjem oceana mlijeka (Kshira Sagara)
- Baza stupa s figurama plesača
- Urešeni svod

## Poveznice
- Indijski hram
- Veliki hramovi dinastije Chola (Brihadeeswarar, Gangaikondacholisvaram i Airavatesvara)
- Hram sunca u Konarku
- Mahabalipuram